# Filip Pettersson
Filip Daniel Pettersson, född 3 september 1920 i Kimito, död 31 juli 2014 i Helsingfors, var en finländsk försäkrings- och bankman. 
Pettersson blev student 1939, diplomekonom 1945 samt ekonomie kandidat och ekonomie magister 1953. Han var reklamchef vid Försäkrings Ab Fennia 1945–1949, blev chef för sjöförsäkringsavdelningen där 1952, biträdande direktör 1954, vice verkställande direktör 1959, var verkställande direktör 1960–1967 och var koncernchef för Helsingfors Aktiebank 1967–1983. Han innehade ett stort antal förtroendeposter bland annat inom försäkringsbranschen och den kulturella sfären.